# Veleškovec
Veleškovec is een plaats in de gemeente Zlatar Bistrica in de Kroatische provincie Krapina-Zagorje. De plaats telt 294 inwoners (2001).